# Bernat Guerau de Requesens
Bernat Guerau de Requesens (?, segle xv – 1517), gran prior de Catalunya de l'Orde de Sant Joan de Jerusalem (1501-1517), comanador de Vallfogona (1488-1501), de Granyena (1477-1503), i de Barberà, (1504-1516).
Era fill de Galceran de Requesens i de Santa Coloma, lloctinent de Catalunya i baró de Molins de Rei, i d'Elisabet Joan i Dessoller, senyora de Martorell.
Va ser nomenat com a President de la Generalitat de Catalunya per a substituir Joan d'Aragó que havia renunciat per incompatibilitat. Quan l'11 de juny de 1514 li és comunicat l'elecció, Bernat es troba indisposat al castell de Gardeny i demana un ajornament. El 17 de juliol de 1514 renuncià definitivament al jurament, ja que havia empitjorat el seu estat de salut.